# 宮姫 (毛利弘元の娘)
宮姫（みやひめ、生年不詳 - 永正8年10月11日（1511年11月1日））は、戦国時代の女性。安芸国高田郡吉田荘の吉田郡山城を本拠地とする国人である毛利弘元の長女。「御五もじ」とも呼ばれた。法名は「瑞川寺殿幸仲正慶禅定尼」。
同母兄に毛利興元。同母弟に毛利元就。異母弟に相合元綱、北就勝。異母妹に八幡新造（渋川義正正室）、相合大方（井上元光正室）、松姫（吉川元経正室）、竹姫（井原元師正室）。

## 生涯
安芸国高田郡吉田荘の吉田郡山城を本拠地とする国人・毛利弘元の長女として生まれる。母は毛利氏の有力庶家である福原広俊の娘で毛利弘元の正室となった祥室妙吉。毛利氏当主となる毛利興元や毛利元就は同母兄弟にあたる。
生年は不明だが、同母兄の毛利興元が明応2年（1493年）、同母弟の毛利元就が明応6年（1497年）の生まれであるため、宮姫の生年は明応3年（1494年）から明応5年（1496年）の間と考えられている。
文亀元年（1501年）12月8日に母が死去し、さらに永正3年（1506年）1月21日に父・弘元が死去するなど、早くに両親と死別している。
安芸武田氏の武田某に嫁いだが、永正8年（1511年）10月11日に若くして死去した。享年は16から18の間と見られる。法名は「瑞川寺殿幸仲正慶禅定尼」。